# Аффлевиль
Аффлеви́ль (фр. Affléville) — коммуна во французском департаменте Мёрт и Мозель, региона Лотарингия. Относится к  кантону Конфлан-ан-Жарнизи.	

## География
Аффлевиль расположен в 35 км к западу от Меца и в 75 км к северо-западу от Нанси. Соседние коммуны: Жудревиль и Норруа-ле-Сек на северо-востоке, Гондрекур-Экс на юге, Булиньи на северо-западе. Через западную часть коммуны протекает Отен, левый приток Шьер.

## Демография
Население коммуны на 2010 год составляло 200 человек.
| 1962 | 1968 | 1975 | 1982 | 1990 | 1999 | 2010 |
| ---- | ---- | ---- | ---- | ---- | ---- | ---- |
| 224  | 196  | 163  | 179  | 185  | 196  | 200  |